# Associazione Sportiva Vittorio Veneto 1941-1942
Questa voce raccoglie le informazioni riguardanti l'Associazione Sportiva Vittorio Veneto nelle competizioni ufficiali della stagione 1941-1942.

## Rosa
| N. |                   | Ruolo | Calciatore          |
| -- | ----------------- | ----- | ------------------- |
|    | Italia (bandiera) | D     | Guglielmo Baracco   |
|    | Italia (bandiera) | C     | Dino Barluzzi       |
|    | Italia (bandiera) | P     | Ugo Benetti         |
|    | Italia (bandiera) | C     | Cesare Bianchetto   |
|    | Italia (bandiera) | C     | Giuseppe Bradaschia |
|    | Italia (bandiera) | P     | Romano Brussato     |
|    | Italia (bandiera) | D     | Enrico Brustia      |
|    | Italia (bandiera) | D     | Piero Cadamuro      |

| N. |                   | Ruolo | Calciatore           |
| -- | ----------------- | ----- | -------------------- |
|    | Italia (bandiera) | C     | Sergio Carlot        |
|    | Italia (bandiera) | A     | Giovanni Fiorot      |
|    | Italia (bandiera) | A     | Primo Mattioz        |
|    | Italia (bandiera) | D     | Gianpietro Michelini |
|    | Italia (bandiera) | D     | Gino Paiola          |
|    | Italia (bandiera) | A     | Marcello Piva        |
|    | Italia (bandiera) | A     | Otello Schiavon      |